# سالفادور تافولا
سالفادور تافولا (بالإسبانية: Salvador Tafolla)‏ (30 أكتوبر 1993 - ) هو لاعب كرة قدم مكسيكي في مركز الهجوم.

## وصلات خارجية
- سالفادور تافولا على موقع قاعدة بيانات كرة القدم.إي يو (الإنجليزية)
- سالفادور تافولا على موقع AS.com (الإسبانية)